# Khassaraporn Suta
Khassaraporn Suta  (thailändisch เกษราภรณ์ สุตา; * 12. Dezember 1971 in Ban Pong, Amphoe Ngao) ist eine ehemalige thailändische Gewichtheberin.

## Biografie
Khassaraporn Suta gewann bei den Weltmeisterschaften 1994 und 1997 insgesamt eine Gold-, drei Silber- und zwei Bronzemedaillen. Bei ihren Teilnahmen an den Asienspielen 1994 und 1998 konnte sie eine Silber- und eine Bronzemedaille gewinnen. 
Bei den Olympischen Sommerspielen 2000 in Sydney trat sie im Leichtgewicht an und gewann die Bronzemedaille.
Inzwischen ist sie Kommandeurin der Royal Thai Navy, wo sie als Leiterin Navy Sports Division für den Sportunterricht verantwortlich.